# André Jousseaume
André René Jousseaume (Yvré-l'Évêque, 27 de julio de 1894-Chantilly, 26 de mayo de 1960) fue un jinete francés que compitió en la modalidad de doma.
Participó en cinco Juegos Olímpicos de Verano entre los años 1932 y 1956, obteniendo un total de cinco medallas: oro en Los Ángeles 1932, plata en Berlín 1936, oro y plata en Londres 1948 y bronce en Helsinki 1952.

## Palmarés internacional
| Juegos Olímpicos | Juegos Olímpicos             | Juegos Olímpicos  | Juegos Olímpicos |
| Año              | Lugar                        | Medalla           | Categoría        |
| ---------------- | ---------------------------- | ----------------- | ---------------- |
| 1932             | Los Ángeles (Estados Unidos) | Medalla de oro    | Por equipos      |
| 1936             | Berlín (Alemania)            | Medalla de plata  | Por equipos      |
| 1948             | Londres (Reino Unido)        | Medalla de oro    | Por equipos      |
| 1948             | Londres (Reino Unido)        | Medalla de plata  | Individual       |
| 1952             | Helsinki (Finlandia)         | Medalla de bronce | Individual       |